# Engenharia de manufatura

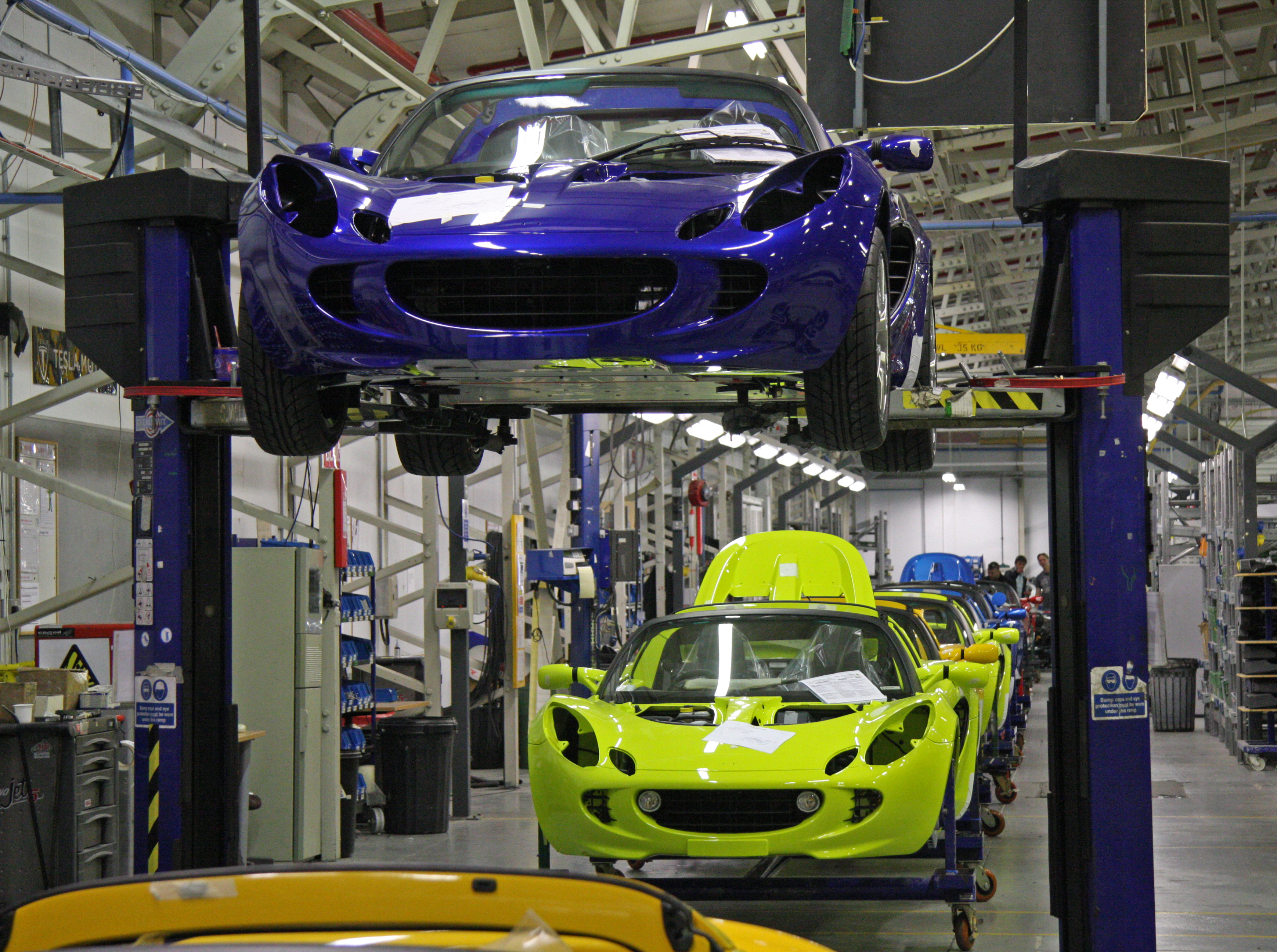
Linha de montagem de carros

A Engenharia de Manufatura é um ramo da engenharia profissional que compartilha muitos conceitos e ideias comuns com outros campos da engenharia, como mecânica, produção, materiais e industrial. A engenharia de manufatura requer a habilidade de planejar as práticas de manufatura; pesquisar e desenvolver ferramentas, processos e integrar as instalações e sistemas para a produção de produtos de qualidade com o gasto ideal de capital.
O foco principal do engenheiro de manufatura ou produção é transformar a matéria-prima em um produto atualizado ou novo da maneira mais eficaz, eficiente e econômica possível.

## Curso de Graduação
Esse curso de graduação foi criado na Faculdade de Ciências Aplicadas da Unicamp e é pioneiro no Brasil. Os seus primeiros alunos ingressaram em 2009 e o seu objetivo é contribuir para o atendimento da forte demanda da indústria nacional por engenheiros com sólida formação técnica, e que ao mesmo tempo estejam preparados para atuar em equipes multidisciplinares na resolução de problemas complexos.
Durante todo o curso, a aquisição de conhecimentos técnicos, a criatividade e as habilidades comunicativas são estimuladas pela elaboração de trabalhos pelos alunos durante as diferentes disciplinas, associando competências para uma ampla variedade de atuações. As competências desenvolvidas preparam o estudante para a idealização e concepção de um novo projeto, bem como para as atividades e rotinas de manufatura do material bruto até o produto final. Ao mesmo tempo o curso prepara para o acompanhamento do ciclo de vida de produtos e processos, chegando às decisões sobre novos procedimentos de fabricação com viabilidade econômica e respeito aos aspectos sociais, culturais e ambientais.
Perfil do profissional
Os estudantes são capacitados nas áreas de processos de fabricação, materiais para engenharia, metrologia, projeto mecânico e gestão da produção, com forte base em ciências e matemática. Este conjunto de conhecimentos articula-se à formação humanística oferecida pela FCA Unicamp, preparando um profissional para abordar de modo consciente os desafios de desenvolvimento e inovação, bem como as questões técnicas da manufatura, dentro de um contexto cultural e social de complexidade crescente. Sua visão técnico-científica e crítica dos processos de manufatura, seus insumos e resultados, é estratégica para as empresas na definição de formas mais eficazes ou mais criativas de fabricação, visando o atendimento de oportunidades de mercado.

Áreas de atuação
O engenheiro de manufatura pode trabalhar em qualquer campo em que se produzam bens duráveis ou não duráveis, desde a indústria aeronáutica até à de embalagens, passando pelas indústrias automobilística, eletroeletrônica e mesmo de brinquedos.
Para conhecer a estrutura curricular do curso, consulte o Catálogo de Graduação no site da Diretoria Acadêmica da Unicamp (DAC).